# Kate Jenner
Pour les articles homonymes, voir Jenner.
Kate Jenner née le 5 mai 1990 à Mudgee, est une joueuse de hockey sur gazon australienne,.
Elle a participé aux Jeux olympiques d'été de 2012 et 2020.

## Carrière

### Coupe du monde
- : 2014

### Jeux olympiques
- Top 8 : 2012, 2020